# Butterscotch (gastronomia)
Il butterscotch è un dolce inglese a base di burro e zucchero e simile al caramello.

## Etimologia
Gli storici gastronomici hanno asserito diverse teorie per spiegare l'origine del termine butterscotch. Secondo un'ipotesi, la parola butterscotch sarebbe una storpiatura di "butter-scorched", ovvero "burro bruciato", in quanto tale alimento viene preparando cuocendo del burro. Altri sostengono che il termine "scotch" contenuto in "butterscotch" alluderebbe al fatto che il dolce avrebbe possibili origini scozzesi ("scotch" significa infatti "scozzese" in lingua inglese).

## Storia
Il butterscotch fu inventato durante il diciannovesimo secolo a Doncaster, nello Yorkshire, ove veniva preparato usando la melassa al posto dello zucchero. Fra le prime menzioni del dolce vi è quella presente su un articolo del Liverpool Mercury pubblicato nel 1848 in cui si menziona un "butterscotch di Doncaster che si prepara facendo bollire assieme una libbra di burro, una libbra di zucchero e un quarto di libbra di melassa". A partire dal 1851, il butterscotch veniva venduto da vari pasticceri di Doncaster, ovvero S. Parkinson & Sons, Henry Hall e Booth's. Alla fine dell'Ottocento e all'inizio del secolo seguente, il dolce britannico divenne anche popolare negli Stati Uniti.